# Totka Petrova
Totka Petrova (née le 17 décembre 1956 à Yambol) est une athlète bulgare, spécialiste des courses de demi-fond. 

## Biographie
Médaillée d'argent du 800 mètres lors des championnats d'Europe en salle 1977, elle remporte deux médailles d'or lors des Universiades d'été de 1977, sur 800 m et 1 500 mètres. Cette même année, elle remporte le 800 m de la coupe du monde des nations, à Düsseldorf.
En 1978, elle s'adjuge la médaille d'argent du 800 m aux Championnats d'Europe en salle et la médaille de bronze du 800 m aux championnats d'Europe en plein air de Prague, où elle est devancée par Gyana Romanova et Natalia Mărăşescu.
Elle détient depuis 1979 le record de Bulgarie du 1 500 m dans le temps de 3 min 57 s 4. Son record personnel sur 800 m est de 1 min 56 s 2.